# Plassac-Rouffiac
Plassac-Rouffiac – miejscowość i gmina we Francji, w regionie Nowa Akwitania, w departamencie Charente.
Według danych na rok 1990 gminę zamieszkiwało 297 osób, a gęstość zaludnienia wynosiła 25 osób/km² (wśród 1467 gmin regionu Poitou-Charentes, Plassac-Rouffiac plasuje się na 717. miejscu pod względem liczby ludności, natomiast pod względem powierzchni na miejscu 735.).